# Ruth Lehmann
Ruth Lehmann (* 1955 in Köln) ist eine deutsch-amerikanische Biologin am Whitehead Institute und dem Massachusetts Institute of Technology.
Lehmann ist vor allem für ihre Beiträge zur Aufklärung der frühesten Embryogenese bekannt, insbesondere, wie Urkeimzellen, aus denen sich Spermien und Eizellen entwickeln, die vollständige Übertragung der genetischen Information auf die nächste Generation sicherstellen. Sie verwendet Drosophila melanogaster als Modellorganismus.

## Leben und Wirken
Lehmann wollte während ihres Biologiestudiums 1977 mit einem Fulbright-Stipendium an der University of Washington Ökologie studieren, schloss sich dann aber dort der Arbeitsgruppe von Gerold Schubinger an, der mit Fruchtfliegen arbeitete. Anschließend erwarb sie bei José Campos-Ortega an der Albert-Ludwigs-Universität Freiburg ihr Diplom und 1985 einen Dr. rer. nat. bei der späteren Nobelpreisträgerin Christiane Nüsslein-Volhard am Max-Planck-Institut für Biologie Tübingen, wo sie auch als Postdoktorandin blieb. Eine weitere Station als Postdoktorandin war bei Michael Wilcox am Medical Research Council Laboratory of Molecular Biology in Cambridge, England. Seit 1988 gehörte sie zum Lehrkörper des Massachusetts Institute of Technology und 1996 wechselte sie an das Skirball Institute of Biomolecular Medicine der New York University, das sie zuletzt als Direktorin leitete. Lehmann forschte von 1990 bis 2020 zusätzlich für das Howard Hughes Medical Institute. Seit 2020 ist sie Direktorin des Whitehead-Institut für biomedizinische Forschung und Professorin für Biologie am Massachusetts Institute of Technology.
Lehmann identifizierte verschiedene Mutationen auf den Genen oskar, nanos und pumilio, die zu einer gestörten Zelldifferenzierung führen. Sie konnte zeigen, dass bestimmte RNA im Zytoplasma der Urkeimzellen ihr Schicksal als „unsterbliche“ Zellen bestimmen. Lehmann konnte auch zum Verständnis der mitochondrialen Vererbung beitragen.
Laut Datenbank Scopus hat Lehmann einen h-Index von 78, laut Google Scholar einen von 90 (jeweils Stand Mai 2024). Zu ihren Schülern gehörte Angelika Amon.

## Auszeichnungen (Auswahl)
- 1998 Mitglied der American Academy of Arts and Sciences[5][6]
- 2005 Mitglied der National Academy of Sciences[7]
- 2011 Edwin G. Conklin Medal der Society for Developmental Biology[8]
- 2012 Mitglied der European Molecular Biology Organization[9]
- 2018 Keith R. Porter Lecture der American Society for Cell Biology[10]
- 2020 Amory Prize der American Academy of Arts and Sciences[11]
- 2021 Thomas Hunt Morgan Medal der Genetics Society of America[12]
- 2021 Präsidentin der American Society for Cell Biology[13]
- 2022 Gruber-Preis für Genetik[14]
- 2024 Auswärtiges Mitglied der Royal Society